# Adare
Pour les articles homonymes, voir Adare.
Adare (en irlandais : Áth Dara) est un village  situé dans le comté de Limerick, en Irlande. 
Son activité touristique est importante, il possède un château et trois monuments religieux sur son territoire.

## Géographie

### Situation
Adare est situé le long de la rivière Maigue, à une quinzaine de kilomètres au sud-ouest de Limerick.

### Climat
Le climat de Adare est doux, avec une température journalière moyenne comprise entre 20 °C en juillet et 4 °C en janvier. Les records de température enregistrés dans la ville sont un maximum de 31,6 °C et un minimum de −11,2 °C.

### Géologie
Des fossiles de Falmignoule (coques), notamment le cardium hybernicum, se trouvent en grande quantité à Adare, surtout dans les couches limoneuses des environs du château.

## Toponymie
Áth Dara, en irlandais, signifie le gué du chêne.
Adare s'est écrit Adara ou  Adair.
L'ancienne ville était sur la rive orientale de la Maigue près d'un gué (point de passage) dans la région connu sous le nom Ardshanbally (dérivé de Ard un tSeanbhaile - « hauteurs de la vieille ville »), à près de la moitié d'un mile de la ville moderne sur le côté ouest.

## Histoire
Historiquement une ville de marché, au cours du Moyen Âge, Adare était une colonie importante.
C'est une ville très ancienne située sur la petite rivière Maige, elle offre les ruines intéressantes de trois abbayes et d'un ancien château.
L'abbaye de Franciscains au sud de la rivière près du pont fut fondée au XVe siècle par Thomas Fitz Maurice. 
L'abbaye des Augustins fondée en 1315 par John Fitz Thomas, premier comte de Kildar, possède les ruines les plus grandioses. Situées dans le domaine d'Adare abbey, résidence du comte de Dunraven, elles comprennent un beau chœur garni de stalles avec des croisées du plus pur style ogival, un clocher supporté par une arcade et un bas-côté au sud de la nef. Au nord du clocher, se trouvent des cloîtres ornés de croisées ogivales sur la plupart desquelles sont sculptés des écussons. Ces cloîtres sont presque entiers et le reste des ruines quoique privées de toit sont encore dans un bon état de conservation. 
L'abbaye de la Sainte Trinité fondée aussi par le premier comte de Kildare pour des religieux Trinitaires de la Rédemption des captifs consiste en une tour dans la nef et une partie du chœur que Valenlin Richard, premier comte de Dunraven, fit restaurer en 1811 et destina à une chapelle catholique.
Le château construit par les Fitz Gerald, comtes de Desmond, domine un pont sur la Maige affluent insignifiant du Shannon. C'était autrefois une place forte qui fut démantelée après la rébellion de 1641.
De l'autre côté de la rivière a été édifiée Adare abbey, résidence moderne du comte de Dunraven d'où l'on jouit d'une fort belle vue des ruines.

Reconstitutions historiques
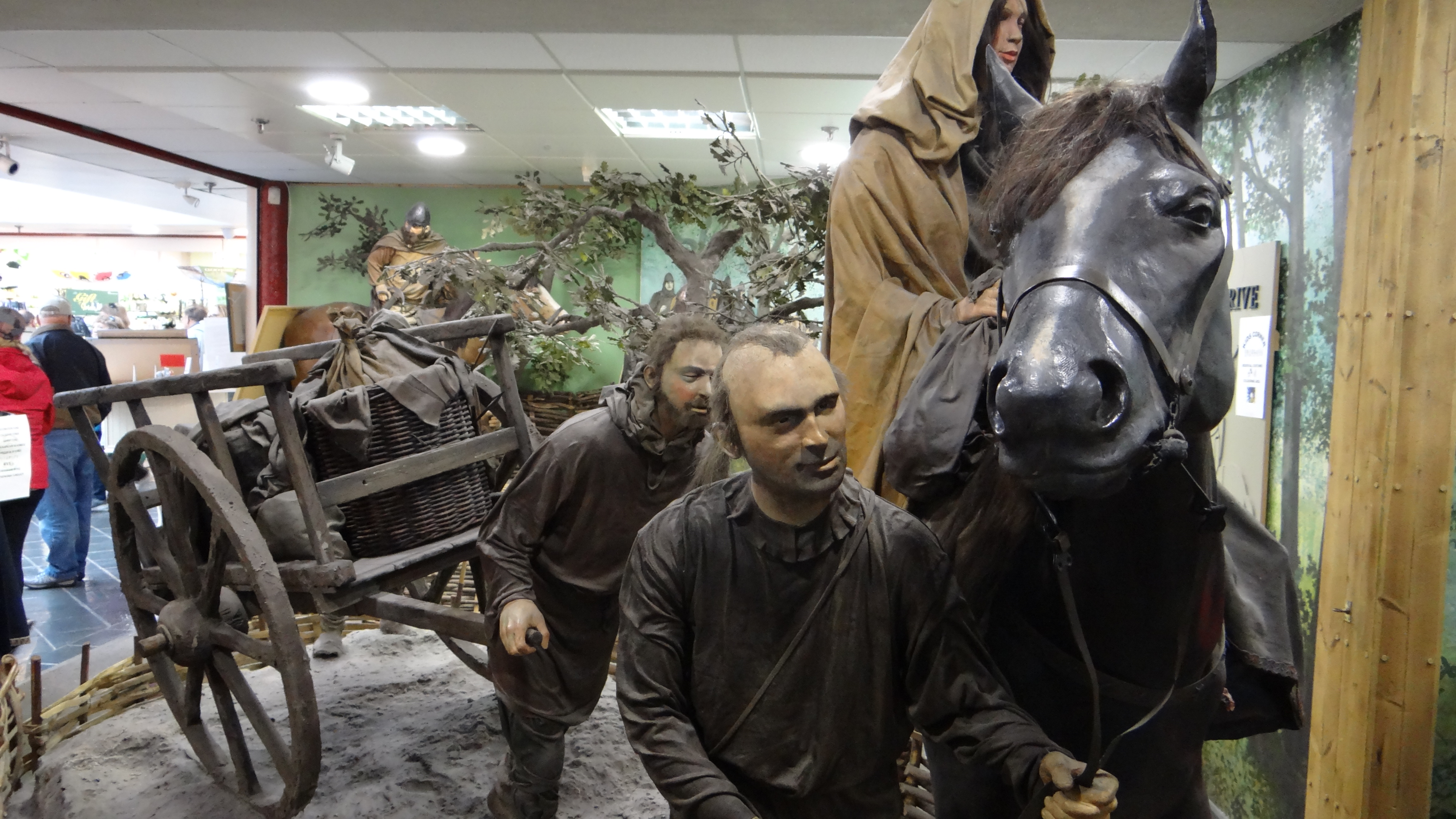
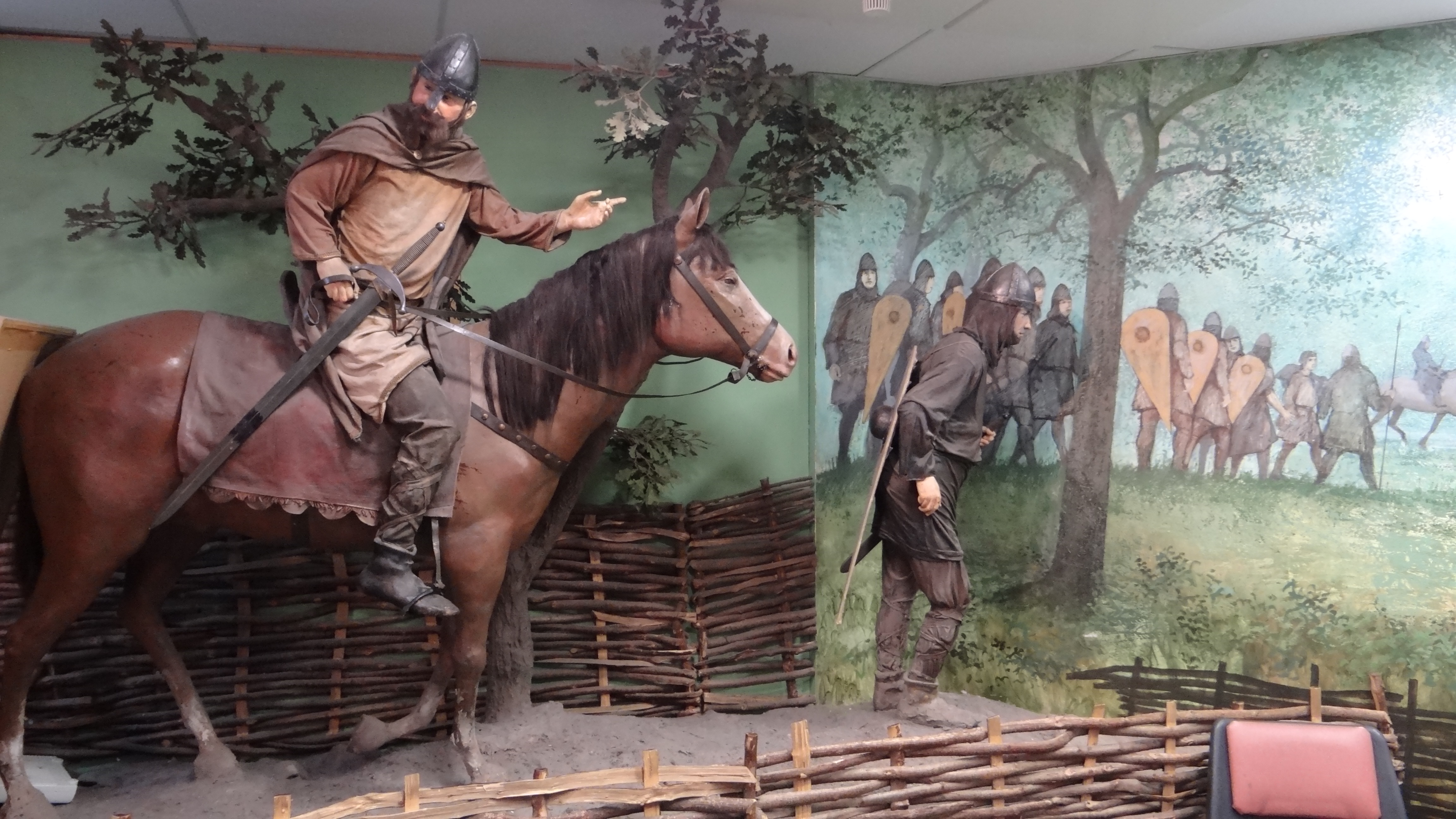
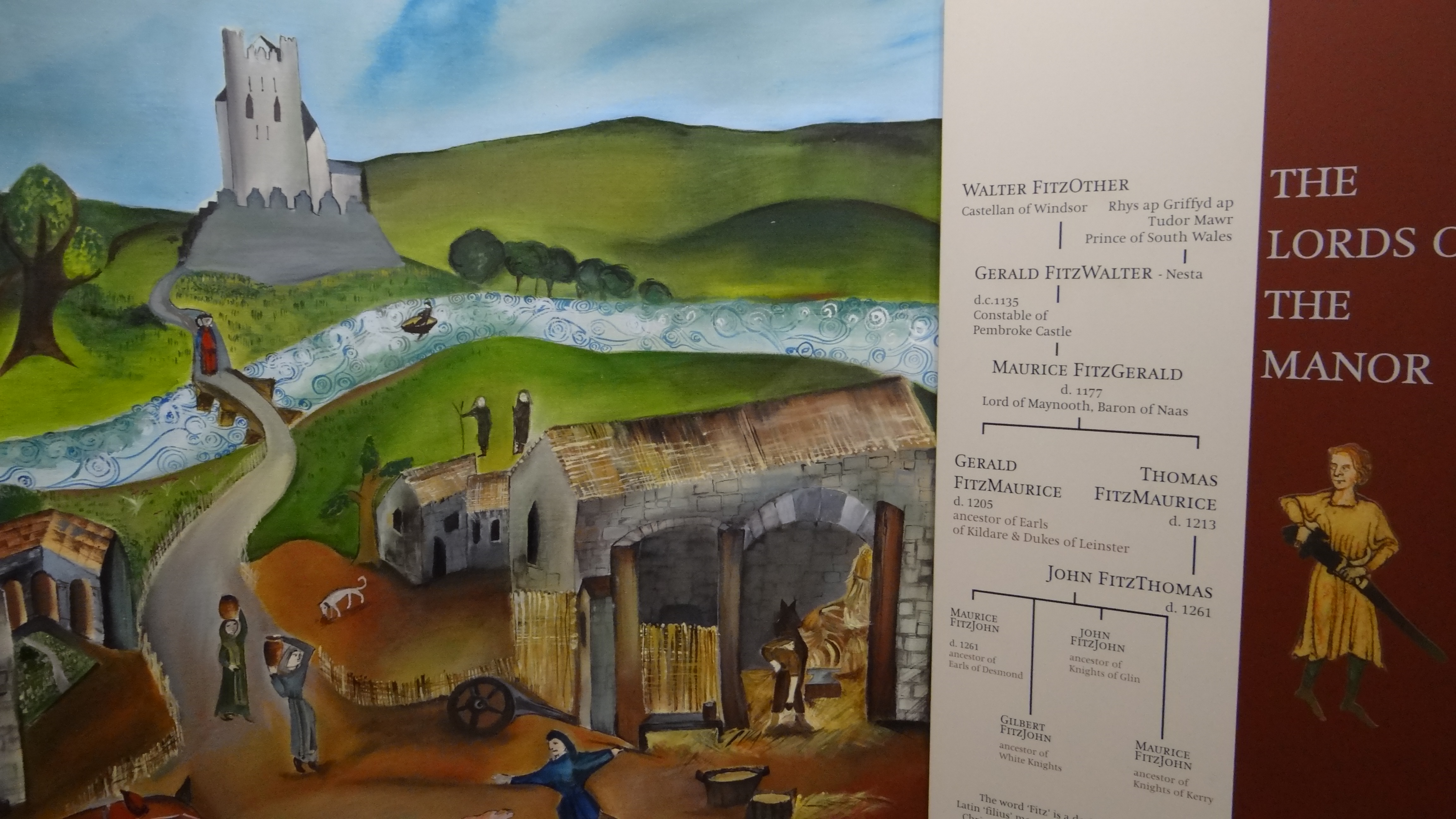

### Prieuré augustin
L'abbaye augustine d'Adare constitue un ensemble majeur avec le château des Fitzgerald et l'abbaye des franciscains de 1842.
Le prieuré augustin a été fondé en 1316 par John Fitz Thomas FitzGerald, 1er comte de Kildare. Il fut supprimé sous le règne de Henri VIII. En 1807, l'église du prieuré a été donnée à la section. En 1814, le réfectoire a été couvert et transformé en école. Entre 1852 et 1854, une seconde restauration de l'église a été réalisée par Caroline, comtesse de Dunraven.

### Abbaye franciscaine
Le couvent franciscain a été fondé en 1464 par Thomas Fitz-Maurice, 7e comte de Kildare et son épouse Joan, et achevé deux ans plus tard. Il est actuellement en ruine et se trouve dans le Adare Manor Golf Club.

### Abbaye trinitaire
L'ordre des Trinitaires a établi son seul monastère en Irlande à Adare en 1230. L'abbaye a été restaurée en 1811 par le premier comte de Dunraven comme l'église paroissiale catholique.

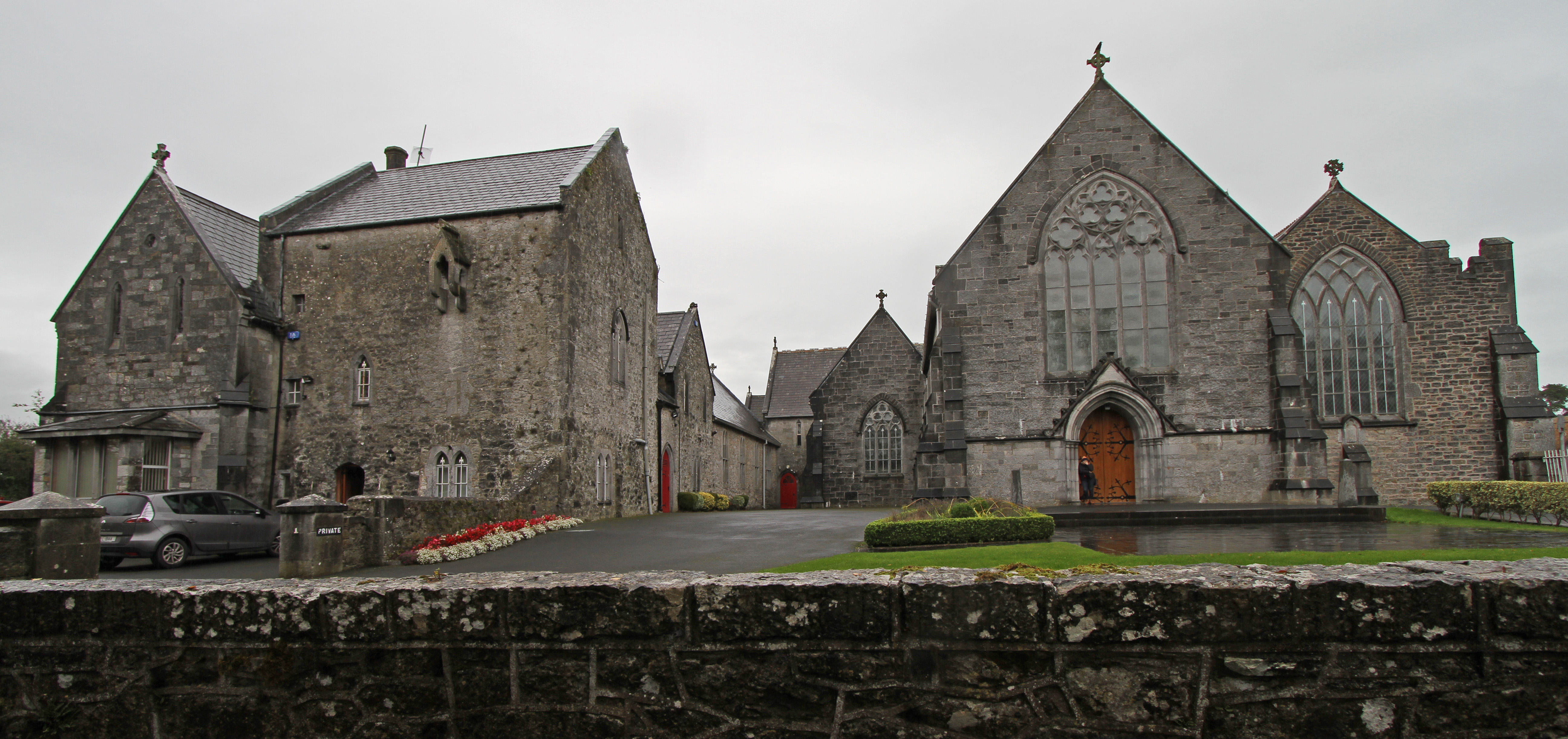
Vue générale.
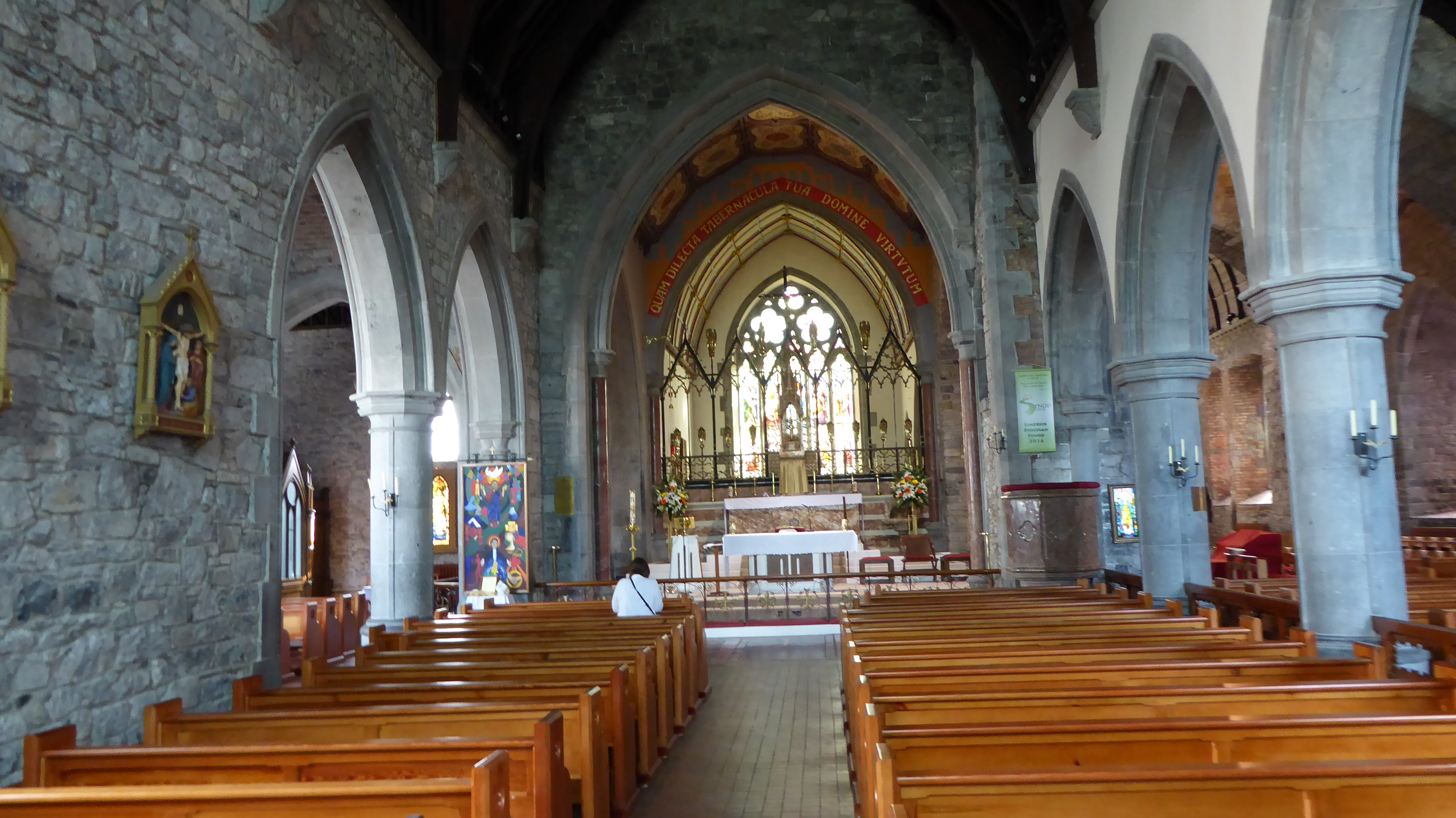
La nef et le chœur.
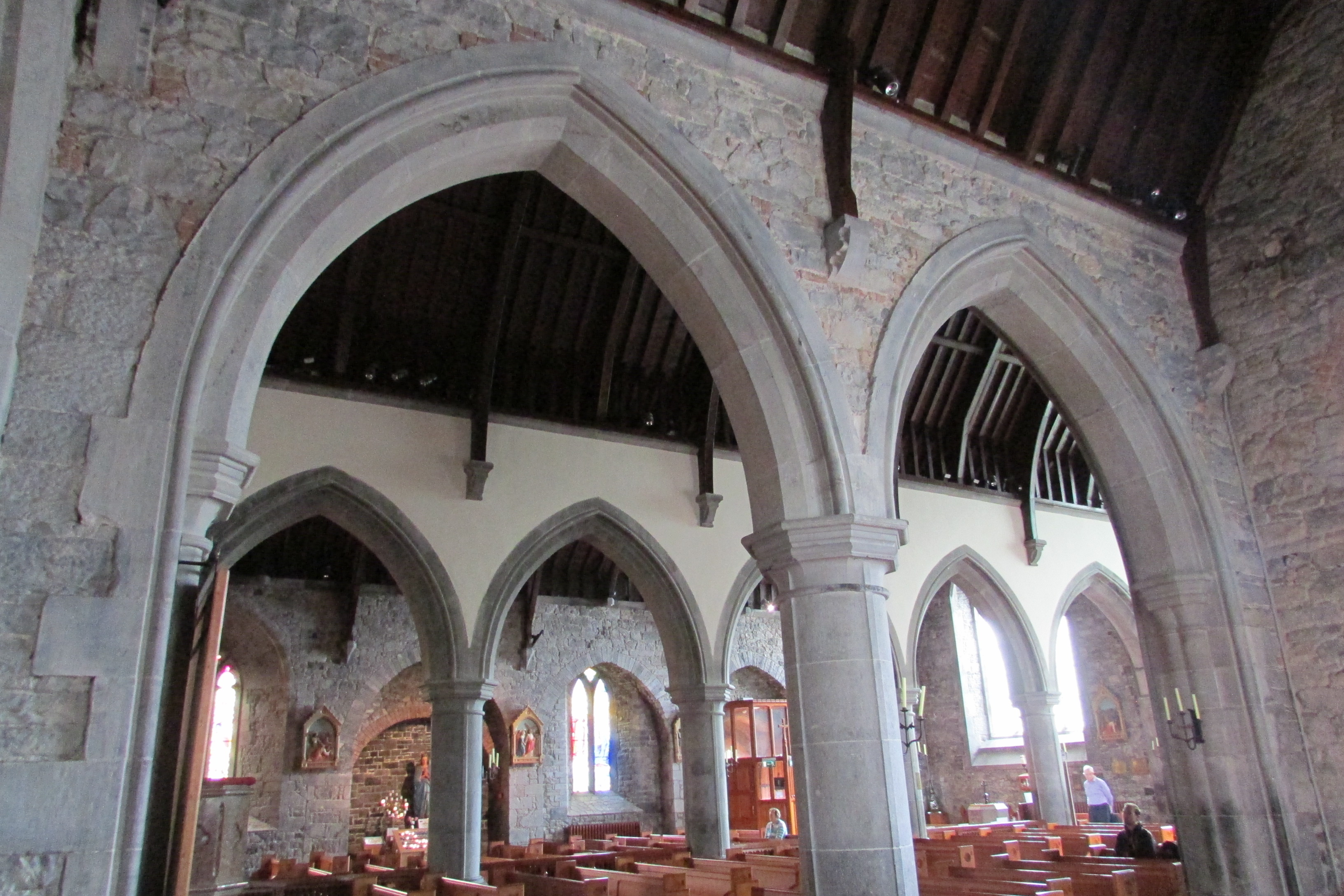
Les arcs brisés.
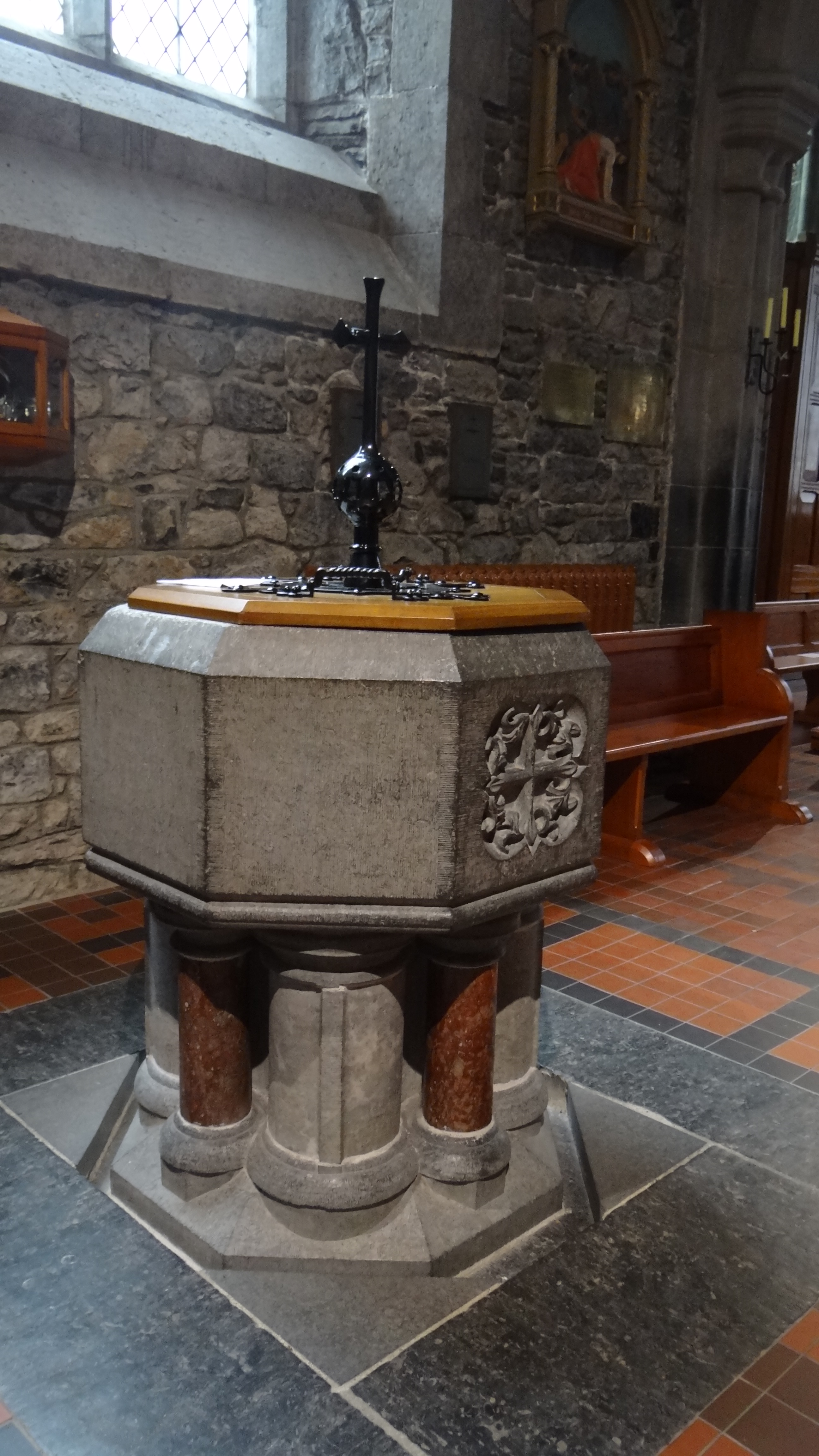
Fonds baptismaux

### Château de Desmond

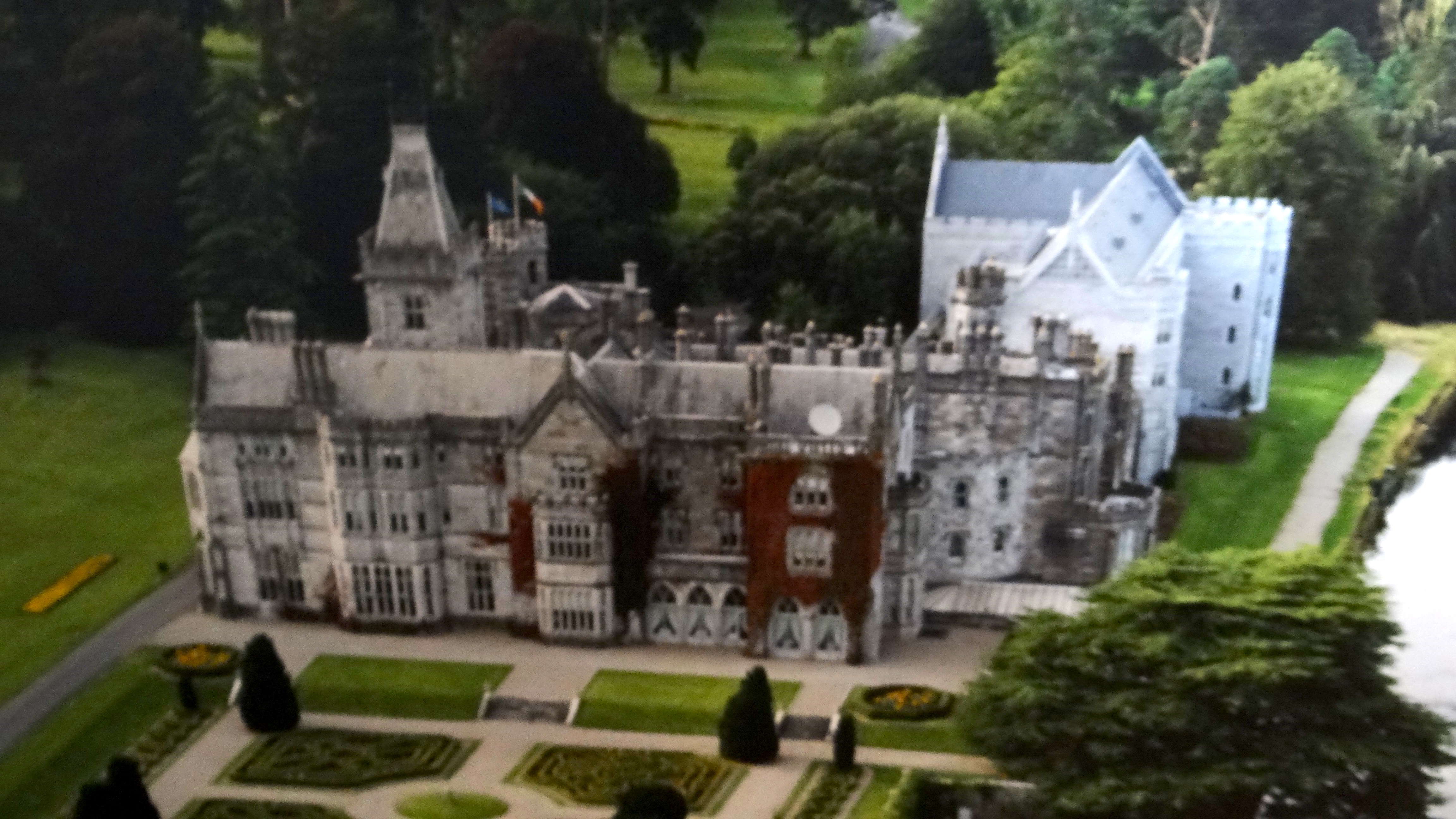
Adare, Château.

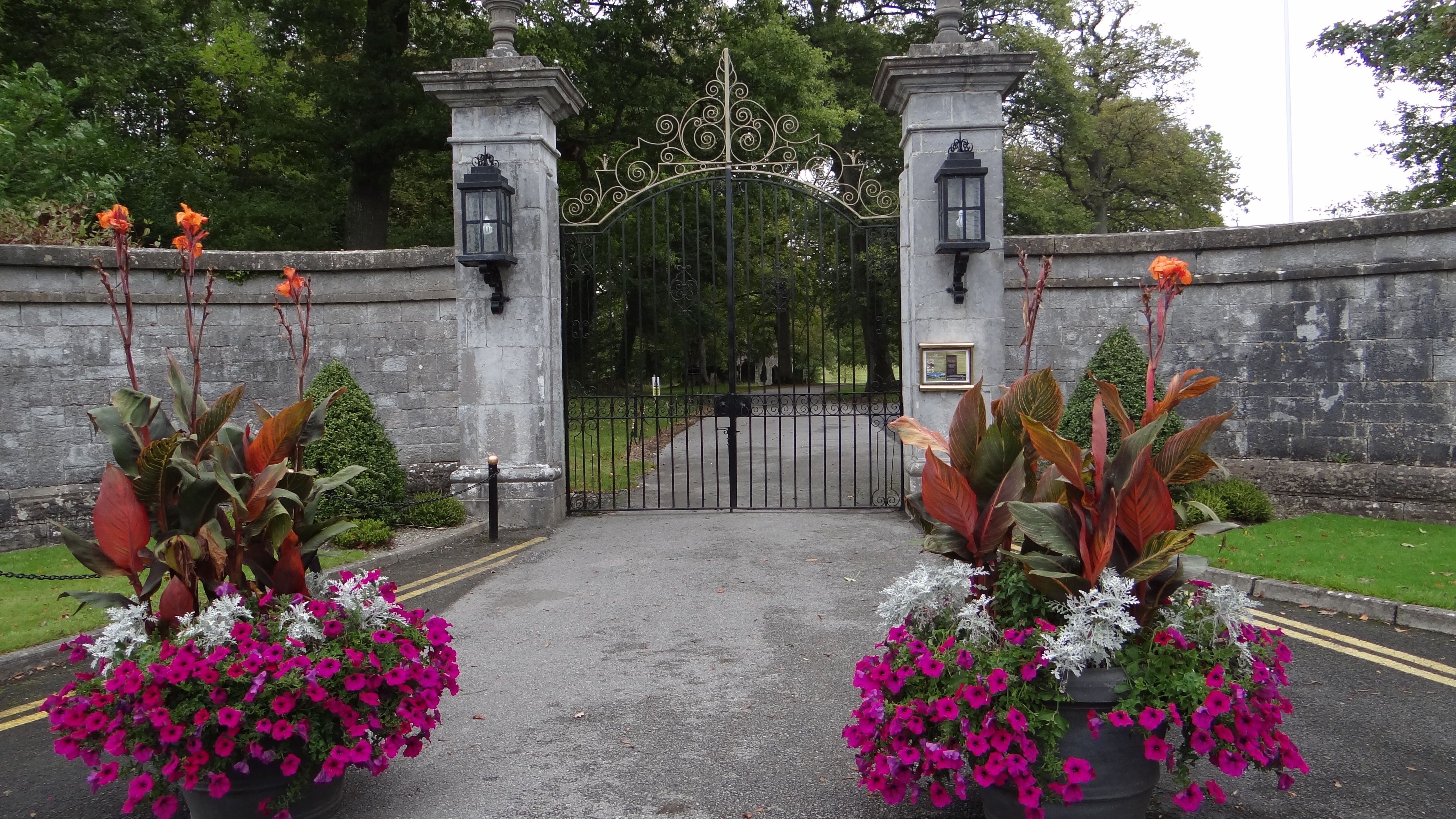
Adare, entrée du château.

Un château (ou forteresse) est supposé avoir été construit par les O'Donovans, les dirigeants de la région à la fin du XIIe siècle. Il est ensuite passé à la branche Kildare de la dynastie FitzGerald, à qui on doit la majorité des vestiges dont la forteresse actuelle (avec le château de Croom, également sur la Maigue). Le château de Desmond, comme il est populairement connu, est situé sur la rive nord de la Maigue. Un programme de rénovation est en cours sur le château depuis 1996.

## Économie

### Tourisme
Adare est une destination touristique. Le centre du patrimoine local donne un aperçu de l'histoire du village, il abrite également un certain nombre de boutiques d'artisanat. Le village est un lieu de mariage et de conférence. [citation nécessaire]
Adare possède deux parcours de golf de 18 trous - l'Adare Golf Club, qui comprend un practice et fut le site de l'Irish Open en 2007 et 2008 , l'Adare Manor Golf Club et un terrain de pitch and putt. 
Adare possède également un centre équestre, situé dans le Clonshire.

### Transports

#### Transports routiers
La route principale Limerick - Tralee, la N21, traverse le village, provoquant des embouteillages. La congestion du trafic est parfois surnommée l'"Adare trafic" par les locaux.
Fin 2015, un contournement a été réalisé pour réaligner la route N21 au nord du village par le moyen d'une rocade à deux voies prévue pour relier le port de Foynes à Limerick.
Adare est un arrêt du service de bus Limerick-Tralee / Killarney des Bus Éireann et du service Dublin-Tralee / Killarney de Dublin Coach. Les deux lignes effectuent une rotation toutes les heures.

#### Transports ferroviaires
La "Limerick-Foynes", ligne de chemin de fer abandonnée, passe à 800 mètres (un demi-mille) au nord-ouest de la ville.
La gare d'Adare, ouverte le 12 juillet 1856 par la compagnie Limerick & Foynes Railway, a été fermée aux voyageurs le 4 février 1963 et au fret le 2 décembre 1974. 
Le transport de fret a été mis en veilleuse en 2001 et aucun train n'a été vu depuis le 7 mai 2002, lorsque le train annuel Irish Rail weedspray est passé. La ligne, désignée voie de garage des ingénieurs, est toujours officiellement ouverte à la circulation.

## Enseignement
Quatre écoles primaires sont situées à Adare : 
- École nationale St Joseph (catholique, garçons)[10] ;
- École nationale de l'abbaye Notre-Dame (catholique, filles)[11] ;
- École nationale St Nicholas (Église d'Irlande, mixte)[12] ;
- et Shountrade National School (catholique, mixte).

L'école secondaire du village, Adare CBS, a fermé ses portes en 1973.

## Architecture

Une série de maisons aux toits de chaume reste bien visible près de l'entrée du château.
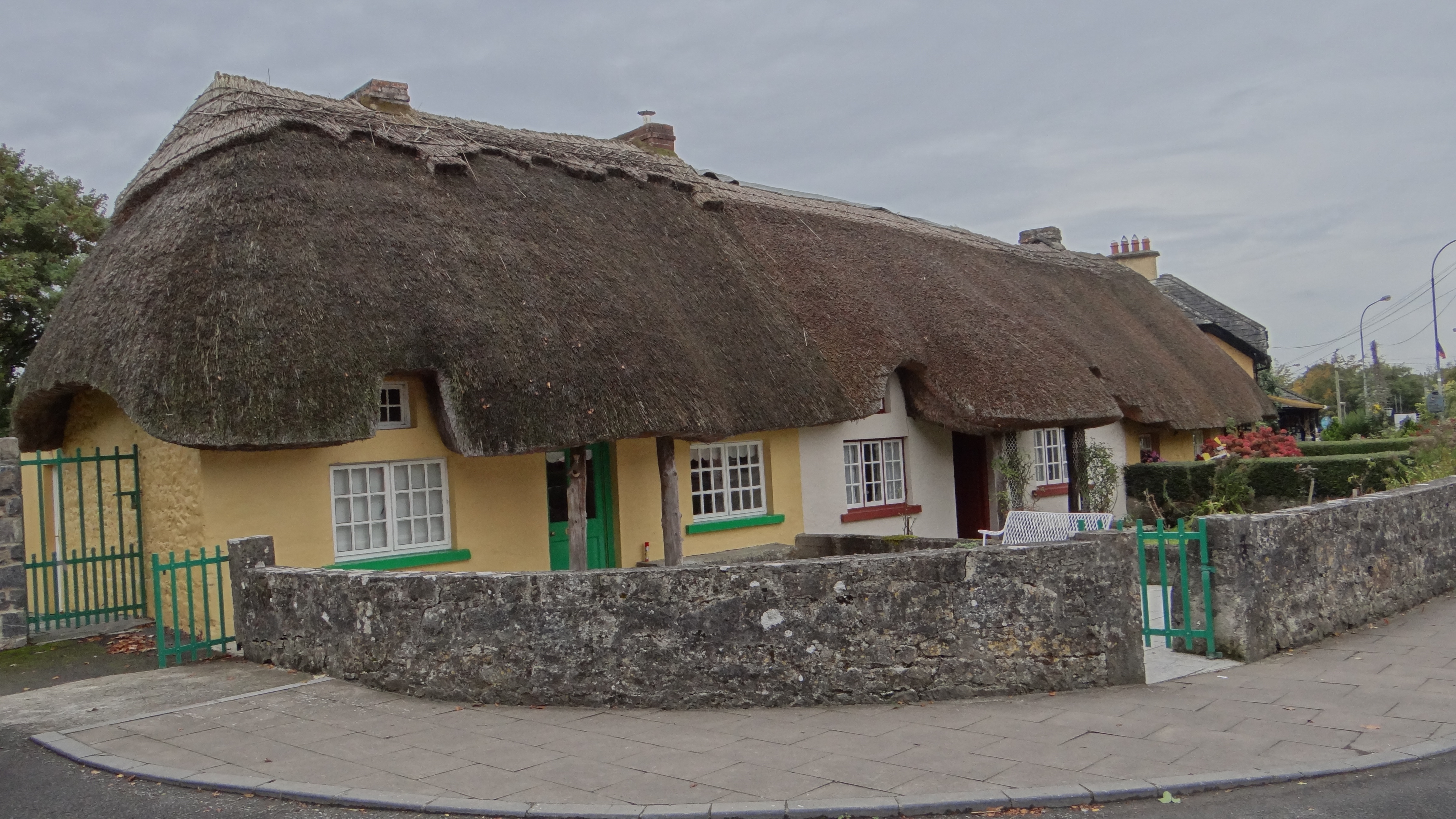
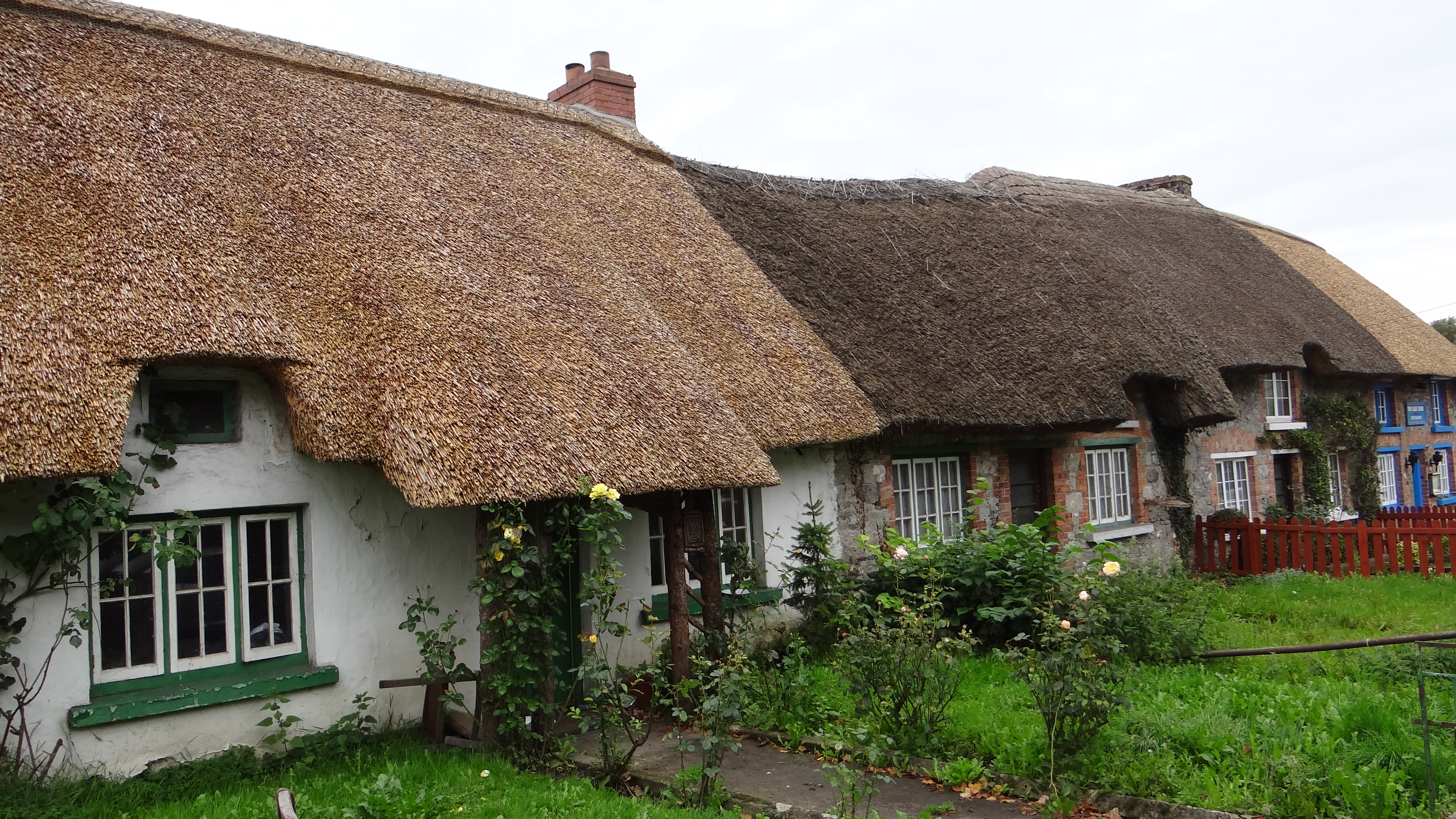
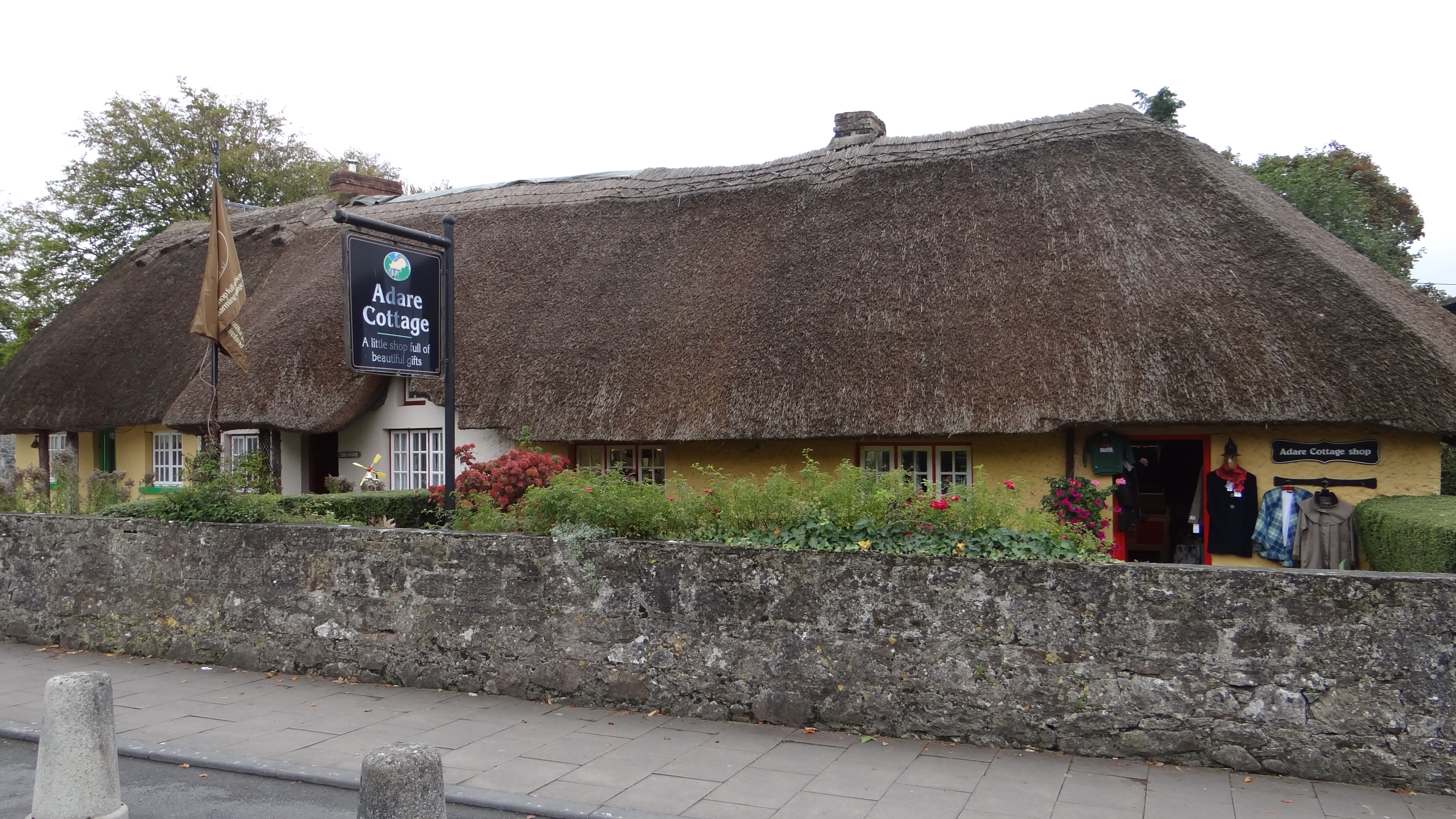

## Jumelages
- Buchloe (Allemagne)
- Buckow (Allemagne), dans l'arrondissement de Märkisch-Pays de l'Oder, dans le Land de Brandebourg[13]